# Pelastoneurus intactus
Pelastoneurus intactus är en tvåvingeart som beskrevs av Becker 1922. Pelastoneurus intactus ingår i släktet Pelastoneurus och familjen styltflugor.
Artens utbredningsområde är Taiwan. Inga underarter finns listade i Catalogue of Life.